# Bức bối giới
Bức bối giới (tiếng Anh: Gender Dysphoria) là cảm giác bức bối một người cảm nhận được do bản dạng giới và giới họ được chỉ định sau sinh không trùng khớp với nhau. Trước đây, tên gọi Rối loạn định dạng giới (tiếng Anh: Gender Identity Disorder) được dùng để chỉ tình trạng này, đến năm 2013 thì DSM-5 (Cẩm nang Chẩn đoán và Thống kê Rối loạn Tâm thần) đã đổi tên nó để bỏ đi cụm từ "Rối loạn", việc đổi tên gọi nhằm tránh gây ra ác cảm với người bệnh. Tại Bảng phân loại quốc tế về bệnh phiên bản mới nhất (ICD-11) có hiệu lực từ năm 2022 của Tổ chức Y tế thế giới,  Rối loạn định dạng giới cũng được đổi tên thành "Không phù hợp giới". Ước tính có khoảng 0,005% đến 0,014% nam giới và 0,002% đến 0,003% nữ giới được chẩn đoán mắc chứng Bức bối giới, dựa trên các tiêu chí chẩn đoán hiện tại.
Sự bất tuân theo vai trò giới (tiếng Anh: Gender nonconformity) (những người không muốn tuân theo các quy chuẩn xã hội về giới) không phải là bức bối giới. Theo như Hiệp hội Tâm lý học Hoa Kỳ (APA), yếu tố quan trọng nhất của bức bối giới chính là "cảm giác bức bối, khó chịu mạnh mẽ".
Bằng chứng từ các nghiên cứu ở các cặp song sinh cho rằng nguyên nhân gây ra Bức bối giới dường như có liên quan tới gen cũng như yếu tố về môi trường.
Trị liệu có thể bao gồm việc thực hiện các thay đổi trong thể hiện giới, phương pháp trị liệu hormone hay phẫu thuật định giới cũng có thể được dùng Phương pháp trị liệu cũng có thể bao gồm tư vấn hay trị liệu tâm lý để người đó không còn cảm thấy bức bối nữa.
Người phi nhị giới cũng có thể mắc phải Bức bối giới, có thể do cùng hoặc khác nguyên nhân với người chuyển giới nam và nữ. Ngoài ra, không chỉ có người chuyển giới, một số người hợp giới cũng có thể từng trải nghiệm Bức bối giới, ví dụ như một người nữ cảm thấy khó chịu với ria mép của mình, hay một người nam giới cảm thấy chán ghét cơ bắp của bản thân.

## Nguyên nhân
Theo một nghiên cứu năm 2002 ở các cặp song sinh (dựa vào 7 người trên 314 mẫu) cho thấy rằng Bức bối giới có 62% nguyên nhân là do di truyền gây ra, khẳng định khả năng là do ảnh hưởng bởi gen.

## Chẩn đoán
Hiệp hội Tâm lý học Hoa Kỳ cho phép chẩn đoán Bức bối giới ở trẻ hay ở người trưởng thành nếu hai hay hơn trong sáu tiêu chí sau được trải nghiệm trong vòng ít nhất sáu tháng:
- Khát khao mãnh liệt trở thành một giới khác không phải giới tính sinh học của bản thân.
- Khát khao mãnh liệt được đối xử như một giới khác không phải giới tính sinh học của bản thân.
- Sự không trùng khớp đáng kể trong trải nghiệm về giới hay thể hiện giới và những đặc điểm giới tính của bản thân.
- Khát khao có được đặc điểm giới tính của một giới tính khác với giới tính sinh học của bản thân.
- Khát khao được loại bỏ những đặc điểm giới tính do sự không trùng khớp với trải nghiệm về giới hay thể hiện giới.
- Niềm tin rằng bản thân mình có phản ứng và cảm giác của một giới tính khác với giới tính sinh học của bản thân.

Ngoài ra, những điều kiện trên phải gắn với sự bức bối, khó chịu mạnh mẽ hay sự suy nhược của bản thân.
DSM-5 (Cẩm nang Chẩn đoán và Thống kê Rối loạn Tâm thần) đã đưa những chẩn đoán này ra khỏi mục "Các vấn đề liên quan đến sức khỏe tình dục" và đưa chúng vào một hạng mục riêng. Những chẩn đoán trên được đổi tên từ "Rối loạn định dạng giới" thành "Bức bối giới" sau khi gặp phải những chỉ trích rằng tên gọi trước đó mang nặng tính miệt thị.
Rối loạn định dạng giới cũng được phân loại như là một chứng rối loạn tâm thần tại Bảng phân loại quốc tế về bệnh (ICD-10) bởi Trung tâm quốc tế về Phân loại bệnh và các vấn đề sức khỏe liên quan, với mã số tương ứng là F64.0, F64.2, F64.9. Biểu hiện của nó là những hành vi, thái độ chối bỏ giới tính của bản thân mình, gồm các tiêu chuẩn chẩn đoán sau:
- Trẻ em có thể:
  - Tự ghê tởm bộ phận sinh dục của mình
  - Từ chối chơi với bạn bè, cảm thấy cô đơn
  - Tin rằng khi sẽ lớn lên sẽ trở thành người khác giới
  - Nói rằng trẻ muốn được làm người khác giới
- Người lớn có thể:
  - Ăn mặc như người khác giới
  - Cảm thấy cô đơn
  - Muốn sống như một người khác giới tính
  - Muốn được thoát khỏi bộ phận sinh dục của mình
- Cả người lớn và trẻ em có thể:
  - Ăn mặc, đi đứng hoặc có các hoạt động điển hình của người khác giới
  - Trầm cảm hoặc lo âu
  - Từ chối tương tác với xã hội

Tuy nhiên, Bảng phân loại quốc tế về bệnh phiên bản mới (ICD-11), có hiệu lực từ ngày 1/1/2022, đã sửa lại sự phân loại về những tình trạng có liên quan tới bản dạng giới. ICD-11 đã đổi tên "Rối loạn định dạng giới" thành "Không ăn nhập giới", tình trạng này nằm trong mục "những tình trạng liên quan tới sức khỏe tình dục". Theo đó, tình trạng này được phân loại thành ba dạng:
- Không trùng khớp giới vào tuổi thiếu niên hoặc trưởng thành (HA60): thay thế F64.0 ở ICD-10
- Không trùng khớp giới vào thời thơ ấu (HA61): thay thế F64.2 ở ICD-10
- Không trùng khớp giới mà không xác định được thời điểm (HA6Z): thay thế F64.9 ở ICD-10

Ngoài ra, tình trạng dual-role transvestism (chỉ những người có thể hiện giới trái với giới tính của mình nhưng mục đích của họ chỉ để có được trải nghiệm thay vì nhận dạng bản thân là giới ấy cũng như không mong muốn phẫu thuật chuyển giới, ví dụ như một người nữ muốn học các môn thể thao của nam giới) đã được loại bỏ. ICD-11 định nghĩa "Không trùng khớp giới" là "sự không trùng khớp đáng kể giữa trải nghiệm giới tính của một người với giới tính sinh học của họ". Tuy định nghĩa này mang ý nghĩa tương tự với DSM-5 nhưng không bao gồm cảm giác bức bối hay suy nhược.
Ước tính có khoảng 0,005% đến 0,014% nam giới và 0,002% đến 0,003% nữ giới được chẩn đoán mắc chứng Bức bối giới, dựa trên các tiêu chí chẩn đoán hiện tại Bức bối giới nếu không được phát hiện và chữa trị thì tâm lý trên sẽ trở nên mạnh hơn, bệnh nhân sẽ chối bỏ giới tính của cơ thể và muốn được tiến hành phẫu thuật chuyển đổi giới tính.
Ở tuổi vị thành niên, Rối loạn định dạng giới nếu không được phát hiện và chữa trị kịp thời thì bệnh nhân sẽ chuyển biến thành Đồng tính luyến ái hoặc sẽ đi tiến hành chuyển đổi giới tính. Sách tâm thần học xuất bản bởi Hiệp hội Tâm thần học Hoa Kỳ khẳng định: 75% trẻ em nam bị Bức bối giới sẽ trở thành người đồng tính khi đến tuổi trưởng thành.

## Triệu chứng
Sự bức bối sinh sôi từ sự không ăn nhập giữa bản dạng giới và giới tính sinh học của một người chính là triệu chứng cốt yếu của Bức bối giới.
Bức bối giới ở những người mang đặc điểm giới tính của nam giới thường sẽ đi theo hai con đường: biểu hiện từ sớm hoặc biểu hiện sau này. Những người có Bức bối giới biểu hiện từ sớm thường rõ rệt ở tuổi thơ ấu. Đôi lúc, Bức bối giới sẽ ngừng lại ở nhóm này và họ sẽ nhận dạng bản thân là người đồng tính trong một khoảng thời gian, tiếp theo đó là sự tái phát của Bức bối giới. Nhóm này thường có hấp dẫn tình dục với người cùng giới tính khi bước vào độ tuổi vị thành niên. Còn những người sau này mới có biểu hiện của Bức bối giới không bao gồm những dấu hiệu rõ rệt ở tuổi thơ ấu, nhưng một số đã báo cáo rằng từ nhỏ họ đã có khát khao được trở thành giới tính kia nhưng họ không nói với người khác. Người chuyển giới nữ khi về sau có trải nghiệm Bức bối giới thường sẽ có hấp dẫn tình dục với phụ nữ và sẽ nhận dạng bản thân là người đồng tính nữ. Một điều khá phổ biến với những người mang đặc điểm giới tính của nam giới có Bức bối giới là tham gia vào việc cải trang thành giới tính nữ để thoả mãn niềm ham thích của mình. Còn đối với những người mang đặc điểm giới tính của nữ, Bức bối giới biểu hiện từ sớm thường phổ biến hơn. Nhóm này thường có hấp dẫn tình dục với phụ nữ. Người chuyển giới nam sau này trải nghiệm Bức bối giới thường có hấp dẫn tình dục với đàn ông và có thể nhận dạng bản thân là người đồng tính nam.
Triệu chứng của Bức bối giới ở trẻ nhỏ thường bao gồm sự ưa thích đồ chơi, trò chơi, và các hoạt động của giới tính đối lập hơn; cảm giác ghét bỏ bộ phận sinh dục của bản thân; và thích chơi với trẻ có giới tính đối lập hơn. Một số trẻ có thể bị cô lập bởi bạn bè đồng trang lứa, bị mắc chứng lo âu, sự đơn độc và trầm cảm. Theo như Hiệp hội Tâm lý học Hoa Kỳ, trẻ chuyển giới thường phải đối mặt với sự quấy rối và bạo lực ở trường học, trong những gia đình chăm sóc thay thế, ở những trung tâm chăm sóc và trung tâm cho người vô gia cư hơn những trẻ khác. Ngoài ra, một số nhà tâm thần học của trẻ nhỏ tiếp tục dùng sai danh xưng và ngôn ngữ về bệnh lý để tiếp cận với trẻ chuyển giới, điều trái với chính sách của APA.
Ở tuổi vị thành niên và tuổi trưởng thành, triệu chứng có thể bao gồm khát khao và được trở thành và đối xử như một giới tính khác. Người lớn mắc Bức bối giới sẽ có nguy cơ mắc phải căng thẳng, sự cô lập, chứng lo âu, trầm cảm, lòng tự tôn thấp và tự tử cao hơn các nhóm khác. Nhiều nghiên cứu đã cho thấy rằng người chuyển giới có tỷ lệ tự sát cực kì cao; một nghiên cứu đã cho thấy rằng trong số 6.450 người chuyển giới ở Hoa Kỳ đã có 41% người đã cố tự tử, so với bình quân cả nước là 1,6%. Đồng thời, nghiên cứu cũng chỉ ra rằng tỷ lệ tự sát ở người chuyển giới cho rằng quan hệ với gia đình vẫn khăng khít sau khi đã công khai bản dạng giới thường ít phổ biến hơn, tuy vậy, tỉ lệ tự tử ở người chuyển giới có nguy cơ thấp vẫn cao hơn so với mức bình quân của toàn xã hội nói chung. Người chuyển giới cũng có nguy cơ cao mắc chứng rối loạn ăn uống và lạm dụng chất kích thích.

## Các dạng bức bối
- Bức bối vùng trên (tiếng Anh: Top Dysphoria) là thuật ngữ được dùng để mô tả cảm giác khó chịu của một người với ngực và phần trên cơ thể của mình, ví dụ như người chuyển giới nam cảm thấy bức bối do ngực họ quá to so với nam giới, hay do vai quá gầy, hoặc người chuyển giới nữ cảm thấy bức bối do sự thiếu hụt ngực so với phụ nữ, hoặc phần tay và vai quá nam tính.[14]
- Bức bối vùng dưới (tiếng Anh: Bottom Dysphoria) là thuật ngữ mô tả cảm giác khó chịu của một người đối với bộ phận sinh dục không trùng khớp với bản dạng giới của mình.[14]
- Bức bối xã hội (tiếng Anh: Social Dysphoria) là thuật ngữ chỉ cảm giác khó chịu của một người với giới được chỉ định theo quy chuẩn của xã hội hay văn hoá, ví dụ như người chuyển giới nữ không mong muốn được đặt một cái tên mang đầy nam tính, hay một người chuyển giới nam không muốn mặc quần áo của nữ giới. Một số người nhận dạng bản thân là người chuyển giới, phi nhị nguyên giới, hay không hợp giới thường trải nghiệm bức bối về mặt xã hội nhưng gần như ít hoặc không hề trải nghiệm bức bối về mặt thể chất.[14]

## Điều trị
Theo như Hiệp hội Tâm thần học Hoa Kỳ, việc điều trị Bức bối giới có thể bao gồm tư vấn, trị liệu hormone, kìm nén quá trình dậy thì và phẫu thuật định giới. Ở một số người trưởng thành, họ có thể có khát khao được trở thành một giới khác, và được đối xử như một giới khác nhưng không có nhu cầu can thiệp y tế hay phẫu thuật thay đổi các đặc điểm giới tính của mình. Họ chỉ muốn được ủng hộ để có được sự thoải mái với giới của mình. Còn những người khác có thể sẽ mong muốn được can thiệp y tế, bao gồm trị liệu hormone và phẫu thuật định giới. Tuy vậy, một số có thể sẽ chỉ chọn hoặc trị liệu hormone hoặc phẫu thuật định giới mà thôi.
Theo tiến sĩ Paul R. McHugh – trưởng khoa tâm thần của Bệnh viện Johns Hopkins kiêm Giáo sư tâm thần với danh hiệu phục vụ xuất sắc (Distinguished Service Professor) nói về việc muốn đổi giới tính (Transgenderism) là một rối loạn tâm thần và cần được điều trị, chuyển đổi giới tính thực ra là điều "không thể làm được về mặt sinh học". Những người cổ vũ hợp pháp hóa việc phẫu thuật chuyển giới thực ra đang ủng hộ việc bệnh nhân rối loạn tâm thần tự tàn phá cơ thể mình, trong khi lẽ ra phải giúp họ tìm cách chữa trị về tâm thần. Phẫu thuật chuyển đổi giới tính không phải là cách giải quyết cho những người mang chứng rối loạn định dạng giới.
Theo đó, việc điều trị rối loạn định dạng giới cần được tập trung vào việc phát hiện sớm những hành vi lệch lạc giới tính ngay từ trẻ nhỏ, sau đó việc điều trị tâm lý cần được tiến hành để bệnh nhân tự cảm thấy chấp nhận giới tính của cơ thể, không còn thấy khó chịu cũng như không còn mong muốn phẫu thuật chuyển giới nữa.

### Trẻ em trước tuổi dậy thì
Câu hỏi về việc có nên tư vấn để trẻ nhỏ chấp nhận với giới tính được xác định của chúng, hay nên khuyến khích chúng tiếp tục thể hiện những hành vi không phù hợp với giới tính được xác định - hay khám phá về chuyển giới - vẫn đang gây tranh cãi. Các nghiên cứu tiếp theo về trẻ em mắc chứng bức bối giới luôn cho thấy phần lớn không còn cảm thấy muốn chuyển giới khi đến tuổi dậy thì và thay vào đó xác định mình là đồng tính nam hay đồng tính nữ. Các bác sĩ lâm sàng khác cũng chỉ ra rằng rằng một tỷ lệ đáng kể trẻ nhỏ được chẩn đoán mắc chứng bức bối giới sau đó không còn biểu hiện bất kỳ chứng bức bối nào.
Một buổi trị liệu của trẻ có thể bao gồm một nhóm các chuyên gia đa ngành về sức khoẻ, bao gồm một bác sĩ nhi khoa, một bác sĩ tâm lý, các chuyên gia về sức khoẻ tâm thần khác, một bác sĩ về nội tiết tố (chuyên gia trong những tình trạng liên quan tới nội tiết tố ở trẻ nhỏ), và một người ủng hộ. Trị liệu có thể tập trung khẳng định sự hỗ trợ về mặt tâm lý, giúp trẻ hiểu hơn về cảm giác của mình, đối phó với sự bức bối, và tạo cho trẻ một không gian an toàn để thể hiện những cảm giác của mình. Đối với nhiều trẻ, cảm giác ấy không theo tới thời niên thiếu và tuổi trưởng thành.
Ở một số cơ sở y tế, các chuyên gia điều trị bức bối giới ở trẻ em đã bắt đầu giới thiệu và kê toa hormones, được gọi là thuốc ức chế dậy thì, để trì hoãn việc dậy thì cho đến khi một đứa trẻ được cho là đủ tuổi để đưa ra quyết định có căn cứ về việc phẫu thuật chuyển giới có phải là điều mang lại lợi ích tốt nhất cho người đó hay không.

### Điều trị sinh lý
Phương pháp điều trị sinh lý làm thay đổi các đặc điểm giới tính sơ cấp và thứ cấp để giảm sự khác biệt giữa cơ thể của một cá nhân và bản dạng giới. Phương pháp điều trị sinh lý cho bức bối giới mà không kèm với bất kỳ hình thức trị liệu tâm lý nào là khá hiếm. Các nhà nghiên cứu đã phát hiện ra rằng nếu các cá nhân bỏ qua liệu pháp tâm lý trong điều trị bức bối giới, họ thường cảm thấy lạc lõng và bối rối khi phương pháp điều trị sinh học của họ hoàn tất.
Liệu pháp tâm lý, liệu pháp thay thế hormone và phẫu thuật định giới cùng nhau có thể điều trị bức bối giới hiệu quả khi tuân thủ các tiêu chuẩn chăm sóc WPATH. Mức độ hài lòng chung của bệnh nhân đối với cả phương pháp điều trị tâm sinh lý là rất cao.
Vào tháng 4 năm 2011, Dịch vụ Đạo đức Nghiên cứu Quốc gia Vương quốc Anh đã phê duyệt việc kê đơn thuốc tiêm ức chế dậy thì hàng tháng cho trẻ vị thành niên từ 12 tuổi, để họ có thể lớn lên trước khi quyết định thay đổi giới tính chính thức. Tổ chức Quỹ tín thác T&P của Tavistock và Portman ở Bắc Luân Đôn đã điều trị với những đứa trẻ như vậy. Giám đốc phòng khám, bác sĩ Polly Carmichael nói, "Chắc chắn, trong số những đứa trẻ từ 12 đến 14 tuổi, có một số bạn nhỏ rất muốn điều trị. Tôi biết gia đình chúng khá là khó khăn khi biết rằng có một cái gì đó có sẵn nhưng nó không có sẵn ở đây". Phòng khám đã nhận được 127 lượt điều trị bức bối giới trong năm 2010.
T&P đã hoàn thành thử nghiệm kéo dài ba năm để đánh giá các lợi ích và rủi ro về tâm lý, xã hội và thể chất đối với các bệnh nhân từ 12 đến 14 tuổi. Thử nghiệm được coi là thành công và các bác sĩ đã quyết định sản xuất thuốc rộng rãi hơn và sản xuất thuốc cho trẻ em từ 9 tuổi. Gần đây, năm 2009, hướng dẫn quốc gia tuyên bố rằng việc điều trị chứng bức bối giới không nên bắt đầu cho đến khi tuổi dậy thì đã kết thúc. Dược phẩm Ferring sản xuất thuốc Triptorelin, được bán trên thị trường dưới tên Gonapeptyl, với giá £82 mỗi liều hàng tháng. Việc điều trị có thể đảo ngược, có nghĩa là khi ngừng thuốc, cơ thể sẽ trở về trạng thái trước đó.

### Điều trị tâm lý
Cho đến những năm 1970, tâm lý trị liệu là phương pháp điều trị chính cho chứng bức bối giới và chung quy là được định hướng để giúp người bệnh điều chỉnh giới theo các đặc điểm giới tính thể hiện khi sinh. Tâm lý trị liệu là bất kỳ tương tác trị liệu nào nhằm mục đích điều trị một vấn đề tâm lý. Mặc dù một số bác sĩ lâm sàng vẫn chỉ sử dụng trị liệu tâm lý để điều trị bức bối giới, giờ đây nó có thể đi kèm với các biện pháp can thiệp sinh học. Điều trị tâm lý bức bối giới liên quan đến việc giúp bệnh nhân thích nghi, nỗ lực làm giảm bớt bức bối giới bằng cách thay đổi bản dạng giới của bệnh nhân cho phù hợp với giới tính sinh học là không hiệu quả.
Trị liệu tâm lý cá nhân có thể giúp một người hiểu và khám phá ra cảm giác cũng như đối phó với sự bức bối và mâu thuẫn của anh ấy/cô ấy/họ. Trị liệu theo cặp, hay trị liệu theo gia đình có thể giúp cải thiện sự thấu hiểu và nâng cao sự ủng hộ từ mọi người xung quanh. Cha mẹ của trẻ có mắc Bức bối giới cũng có thể được hưởng lợi từ những buổi tư vấn.

## Dịch tễ
Sự bức bối giới xảy ra với tỉ lệ 1 trên 30.000 người được xác định mang giới tính nam khi sinh, và tỉ lệ 1 trên 100.000 người được xác định giới tính nữ khi sinh. Tỉ lệ những người này nhận bản thân là người chuyển giới ở mức xấp xỉ thấp hơn 1:2000 (hay khoảng 0.05%) tại Hà Lan và Bỉ đến khoảng 0.5% số dân trưởng thành ở tiểu bang Massachusetts. Theo một cuộc khảo sát quốc gia với các học sinh trung học ở New Zealand, 8.500 học sinh cấp 2 được chọn ngẫu nhiên từ 91 ngôi trường ngẫu nhiên, có 1.2% học sinh trả lời "có" với câu hỏi "Em có nghĩ bản thân là người chuyển giới hay không?". Những số liệu này đều được lấy từ những đối tượng tự nhận thức bản thân là người chuyển giới. Ước tính rằng khoảng 0.005% đến 0.014% người mang giới tính nam khi sinh và 0.002% đến 0.003% người mang giới tính nữ khi sinh sẽ gặp phải sự bức bối giới, dựa trên các cuộc chẩn đoán theo tiêu chuẩn vào năm 2013, dù đây chỉ là một sự đánh giá ít ỏi và không nhiều như thực tế. Nghiên cứu cho rằng những người thực hiện hành vi định giới khi trưởng thành có khả năng nhiều hơn gấp 3 lần là người mang giới tính nam khi sinh, nhưng nếu xét ở các đối tượng định giới từ nhỏ thì tỉ lệ giới tính gần với mức 1:1.

## Lịch sử
Cả DSM-I (1952) và DSM-II (1968) đều không chứa số liệu chẩn đoán về sự bức bối giới.
Rối loạn nhận dạng giới chỉ lần đầu xuất hiện trong DSM-III (1980), với tư cách là "sự rối loạn tâm thần" nhưng chỉ được dùng với các ca chẩn đoán cho bệnh nhi. Người vị thành niên và người trưởng thành được chẩn đoán là chuyển xu hướng tính dục (phân loại thành đồng tính luyến ái, dị tính luyến ái, hoặc vô tính luyến ái). DSM-III-R (1987) đã bổ sung thành "Rối loạn nhận dạng giới ở tuổi vị thành niên và trưởng thành, với những người không phải chuyển giới" (GIDAANT).

## Xã hội và văn hoá

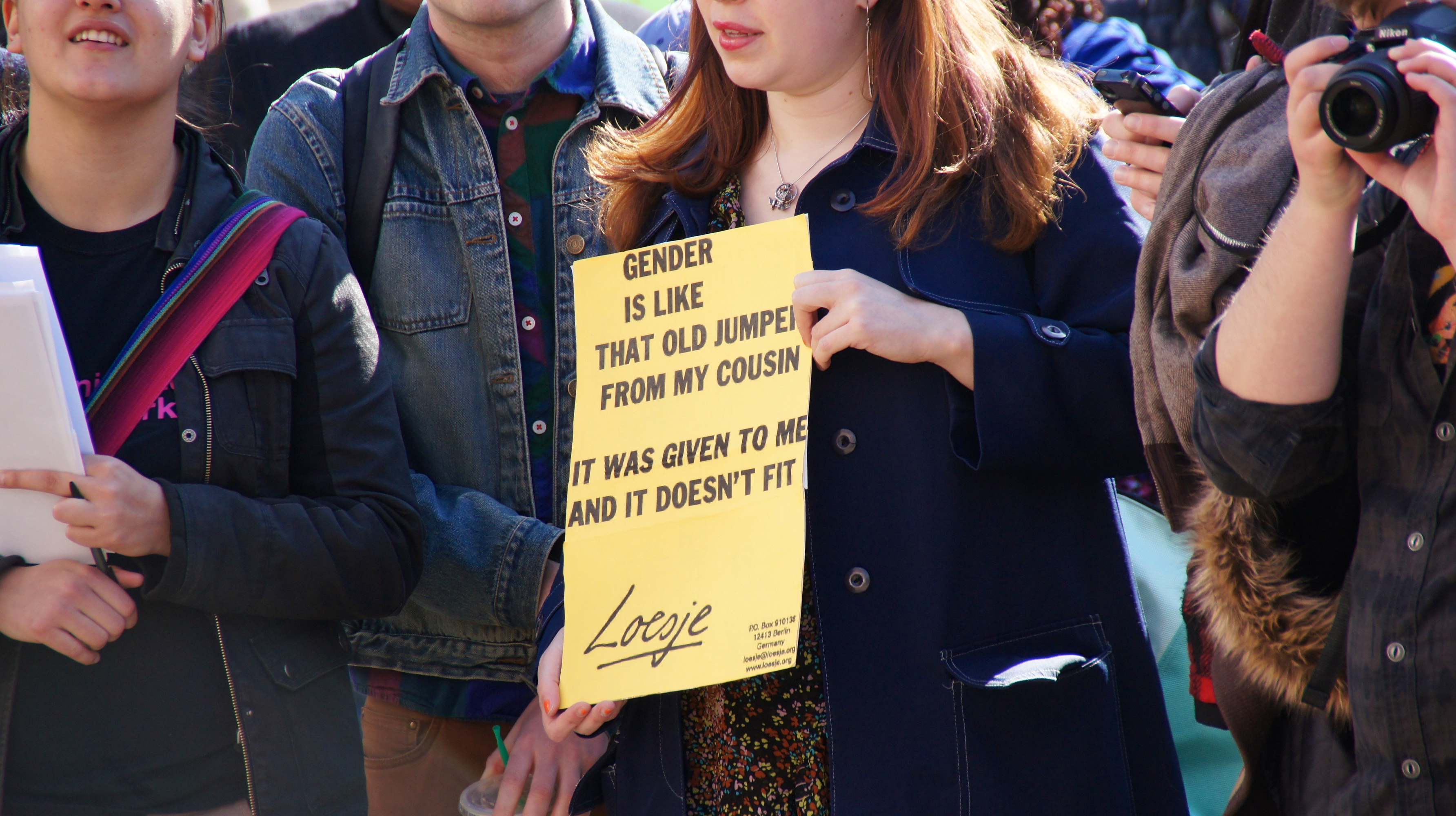
Biển hiệu tại một cuộc diễu hành của người chuyển giới: "Giới tính cũng như chiếc quần cũ mà anh họ truyền lại tôi vậy: Nó được trao cho tôi nhưng nó không hợp với tôi chút nào."

Có những nhà nghiên cứu đã phản đối ý kiến cho rằng những người có Bức bối giới sẽ có bản chất phiền muộn và mang nhiều vấn đề hơn. Một số tác giả cho rằng người có Bức bối giới phải chịu đựng sự kì thị và bắt nạt; và nếu xã hội thoải mái với vấn đề giới hơn, thì những người chuyển giới sẽ bớt gặp khó khăn hơn rất nhiều.
Vẫn còn nhiều quan điểm trái chiều xoay quanh sự chẩn đoán Bức bối giới, khi mà Davy et al. khẳng định rằng mặc dù những người viết nên sự chẩn đoán này đã khẳng định dù chúng có cơ sở khoa chính xác và rõ ràng rằng, "Để xem xét một điều như vậy là điều bất khả thi, vì những khẳng định đó, từ những cuộc thảo luận, quá trình phương pháp luận và nghiên cứu hứa hẹn của chứng này chưa được chính thức phát hành."

### Giới là khái niệm kiến tạo xã hội
Các đặc điểm về giới của xã hội được tạo ra và hình thành bởi tiêu chuẩn của một nền văn hóa, và vì vậy, nó chỉ liên quan một phần đến giới tính sinh học. Chẳng hạn như, sự quy định các màu cụ thể hợp với bé "trai" hay bé "gái" đã bắt đầu từ rất sớm ở những nơi có nền văn hóa ảnh hưởng từ vùng Tây Âu. Những quy tắc khác liên quan đến các hành vi được cho là phù hợp hay có thể chấp nhận, hay cách mà các cá nhân thể hiện cảm xúc.
Một vài nền văn hóa bao gồm ba giới khác nhau: nam, nữ, và ‘người nam nữ tính’. Ví dụ, ở Samoa có fa'afafine, một tầng lớp đàn ông nữ tính, và hoàn toàn được xã hội chấp nhận. Tầng lớp fa'afafine không hề bị bêu rếu hay cảm thấy phiền muộn và thường gắn liền với các nền văn hóa với vai trò nam/nữ mất cân bằng. Điều này cho thấy rằng sự phiền muộn thường bị gán với Bức bối giới ở các nền văn hóa phương Tây không bắt nguồn từ bản thân sự bức bối, mà phát sinh từ sự phán xét của một nền văn hóa với giới của những cá nhân đó. Dù vậy, các nhà nghiên cứu phát hiện rằng sự lo âu của chứng bức bối vẫn tồn tại ở các nền văn hóa khác, chẳng hạn như phương Đông hay nhiều hơn nữa, dù họ có xu hướng chấp nhận sự đa dạng giới hơn.
Tại Úc, một phán quyết của Tòa án Dân sự tối cao vào năm 2014 đã đồng ý theo số đông với ý kiến của nguyên cáo Norrie, người đã yêu cầu bổ sung thêm sự lựa chọn giới mang tên 'không xác định', vào trong các thủ tục đăng ký giấy khai sinh, khai tử và giấy tờ kết hôn của bang NSW (New South Wales) bằng một phiên tòa diễn ra rất dài. Nhưng tòa án không đồng ý rằng giới là một chuẩn mực được kiến tạo của xã hội, rằng: "phẫu thuật định giới không giải quyết sự bối rối về giới tính của cô ấy".

### Sự phân loại là một rối loạn tâm thần
Năm 1980, Hiệp hội Tâm thần học Hoa Kỳ (APA) phân loại Rối loạn định dạng giới là một dạng bệnh tâm thần. Arlene Istar Lev và Deborah Rudacille cho rằng điều này như một vận động chính trị chống lại người đồng tính luyến ái (Do đồng tính luyến ái đã bị loại bỏ khỏi DSM-II từ năm 1974). Mặt khác, Kenneth Zucker và Robert Spitzer cho rằng Rối loạn định dạng giới được bao gồm trong DSM-III bởi vì nó "đáp ứng được những tiêu chí chung được dùng bởi các nhà soạn thảo của DSM-III". Một số nhà nghiên cứu khác, bao gồm Robert Spitzer và Paul J. Fink đồng ý rằng hành vi và trải nghiệm của người chuyển giới là bất bình thường và góp phần tạo thành sự rối loạn chức năng. Về vấn đề này, Hiệp hội Tâm thần học Hoa Kỳ khẳng định rằng "gender nonconformity" (thể hiện giới không tuân theo các quy chuẩn xã hội, ví dụ như một người đàn ông có sở thích may vá, nấu ăn) là một khái niệm khác với "Bức bối giới" và "bản thân gender nonconformity không phải là một dạng bệnh tâm thần. Yếu tố cốt lõi của Bức bối giới (trong việc coi đây là một dạng bệnh tâm thần) phải là sự bức bối, khó chịu mạnh mẽ liên quan tới tình trạng ấy."
Cá nhân bị bức bối giới có thể hoặc không quan tâm tới cảm giác nhiễu loạn giới và coi nó như một rối loạn. Có cả ưu và nhược điểm khi phân loại bức bối giới là một rối loạn tâm thần. Bởi vì bức bối giới bị phân loại như một rối loạn trong y học (như là trong bản DSM trước, DSM-IV-TR, dưới cái tên "rối loạn định dạng giới"), nhiều công ty bảo hiểm tự nguyện trả một phần cho những buổi trị liệu tâm lý về giới. Nếu không có sự phân loại là rối loạn này thì trị liệu tâm lý về giới có thể được coi là sự điều trị thẩm mỹ hơn là một sự điều trị cần thiết về y học, và có thể không được bảo hiểm chi trả. Ở Hoa Kỳ, người chuyển giới ít có khả năng có bảo hiểm y tế hơn người khác, và phải đối mặt với sự kỳ thị và thiếu tinh tế của người cung cấp dịch vụ sức khỏe.
Căn tính nhiễu loạn giới không có sẵn trong các thành phần chẩn đoán về phiền muộn của DSM-IV-TR; hơn thế, nó liên quan tới sự từ chối về mặt xã hội và sự phân biệt, gây đau khổ cho các cá nhân. Giáo sư tâm lý học Darryl Hill chỉ ra rằng bức bối giới không phải một rối loạn tâm lý, mà đúng hơn là tiêu chuẩn đánh giá phản ánh tâm lý khổ sở ở trẻ em xảy ra khi phụ huynh và những người khác khó đồng cảm được với sự đa dạng về giới của trẻ. Người chuyển giới thường bị quấy rối, bị cô lập xã hội, và là chủ thể của việc kì thị, lạm dụng và bạo lực, kể cả giết người.
Vào tháng 12 năm 2002, Văn phòng Đại Pháp quan Vương quốc Anh xuất bản tài liệu "Chính sách của Chính phủ về người chuyển giới", trong đó có nói rằng, "Chuyển giới không phải… Đó không phải bệnh về tâm lý". Vào tháng 5 năm 2009, Chính phủ Pháp tuyên bố bản dạng giới của người chuyển giới không còn bị chính phủ Pháp coi là tình trạng tâm thần, nhưng theo như những tổ chức về quyền của người chuyển giới tại Pháp, tuyên bố trên không tạo ra thay đổi gì trong việc chẩn đoán, phân loại tình trạng này ở các cơ sở y tế Pháp. Đan Mạch cũng đưa ra tuyên bố tương tự vào 2016.
Trong Bảng phân loại quốc tế về bệnh năm 2018 (ICD-11), rối loạn định dạng giới được tái phân loại thành "Không phù hợp giới tính", một tình trạng liên quan tới sức khỏe giới tính. Nhóm làm việc chịu trách nhiệm cho việc tái phân loại này khuyến nghị duy trì giữ chẩn đoán như vậy trong ICD-11 để bảo vệ sự cung cấp của dịch vụ sức khỏe.